# Corinthian FC
Corinthian FC (celým názvem: Corinthian Football Club) byl anglický fotbalový klub, který sídlil v jihozápadním Londýně. Založen byl v roce 1882. Své zápasy hrál na různých stadionech, např. Crystal Palace nebo Queen's Club.
Hrával převážně přátelské zápasy s jinými amatérskými týmy, především z Londýna. V počátcích své existence pomáhal s rozšiřováním fotbalu do jiných světových zemích. V Brazílii pak byla podle klubu pojmenována nově založená sportovní organizace SC Corinthians Paulista. SC CP je celkově sedminásobným mistrem Brazílie (poslední v roce 2017). Sedmnáct hráčů klubu odehrálo alespoň jedno utkání za anglický národní výběr.
V roce 1927 hrál FA Charity Shield, ale na stadionu Stamford Bridge prohrál s Cardiff City FC poměrem 2:1. V roce 1939 se klub sloučil s Casuals FC a vznikl Corinthian-Casuals FC.

## Historické názvy
Zdroj: 
- 1882 – Corinthian FC (Corinthian Football Club)
- 1939 – fúze s Casuals FC ⇒ Corinthian-Casuals FC
- 1939 – zánik

## Získané trofeje
- Sheriff of London Charity Shield ( 3× )
  - 1898, 1990, 1904

## Úspěchy v domácích pohárech
Zdroj: 
- FA Cup
  - 4. kolo: 1926/27, 1928/29